# Менедем (наварх Родоса)
Менедем (др.-греч. Μενέδημος) или Менедам — родосский наварх во время осады Родоса 305—304 годов до н. э.

## Осада Родоса
На первом этапе осады Родоса, Деметрий Полиоркет пытался организовать морскую блокаду. Чтобы воспрепятствовать планам врага родосцы отправили три группы кораблей под командованием Дамофила, Менедема и Аминты с приказом «плыть в любом направлении» и нарушать снабжение вражеского войска. Менедем со своими кораблями отплыл к берегам Ликии. В области Патары он обнаружил военный корабль, экипаж которого находился на берегу. Менедем поджёг корабль, после чего захватил большое количество участвующих в снабжении войска Деметрия Полиоркета судов. Также он захватил корабль, который вёз царские одежды и личные вещи Деметрия, которые ему отправила жена Фила.
Трофеи Менедема имели не только военное, но и символическое значение. Царские одежды и другие знаки отличия статуса Деметрия были отправлены в Египет союзнику Родоса Птолемею. Таким образом родосцы признавали царский титул Птолемея, позволяли ему загладить поражение от Деметрия Полиоркета при Саламине на Кипре в 306 году до н. э. Согласно Плутарху, этот инцидент чрезвычайно разозлил Деметрия, который, впрочем, не воспользовался представившейся ему вскоре возможностью отомстить родосцам. Когда в его руки попала картина Протогена со сценами из истории Иалиса, на которую знаменитый художник потратил семь лет своей жизни, Деметрий пошёл на встречу родосцам, которые умоляли его сохранить произведение.